# Durchwachsener Wasserdost
Der Durchwachsene Wasserdost (Eupatorium perfoliatum, Syn.: Eupatorium virginicum, Eupatorium glandulosum, Eupatorium connatum), auch Durchwachsener Wasserhanf, Amerikanischer Wasserdost, Wasserdostenkraut, Knochenheil, Fieberkraut, Wechselfieberkraut, Indianerkraut genannt, ist eine Pflanzenart aus der Familie der Korbblütler (Asteraceae).

## Pflanzenbeschreibung
Der durchwachsene Wasserdost ist eine schwach duftende, mehrjährige krautige Pflanze, die Wuchshöhen von 100 bis 150 Zentimetern erreicht. Der zottig-behaarte, stielrunde Stängel ist oft am Grund rot gefärbt und im oberen Teil verzweigt. Die lanzettlich zugespitzten Laubblätter sind auf der Oberseite rau und auf der Unterseite flammig gefleckt und zeichnen sich durch einen ausgeprägten Mittelnerv aus. Die gegenständig angeordneten Blätter sind 10 bis 15 Zentimeter lang. Die unteren Paare sind am Grunde verwachsen und vermitteln dadurch den Eindruck, dass der Stängel durch die Blätter hindurch zu wachsen scheint.
In dichten, abgeflachten, doldigen Blütenständen erscheinen im Juli bis September die kleinen körbchenförmigen Teilblütenstände. In den Blütenkörbchen stehen zwölf bis 15 weiße Röhrenblüten zusammen. Es werden kleine Achänen gebildet, mit einem borstigen Pappus, die dann mit dem Wind verbreitet werden.
Die Chromosomenzahl beträgt 2n = 20.

## Vorkommen
Der Wasserdost ist eine weit verbreitete Pflanzenart in Tieflagen, die feuchte Böden an Bach- oder Seeufern, in Waldlichtungen, an Waldwegen, in Auwäldern, in Dickichten und in Sumpfgebieten bevorzugt. Hauptsächlich verbreitet ist diese im mittleren Nordamerika beheimatete Pflanzenart von Kanada bis Florida und nach Westen bis Texas und Nebraska, wird aber heute auch in Europa kultiviert.

## Wichtige Inhaltsstoffe und Wirkung
Eupatorin (es ist ein zytotoxisches Flavon), ätherisches Öl, Harz, Gerbstoffe, Wachs, Inulin, sowie die Immunstimulatoren Polysaccharide und Sesquiterpen Lactone. Die immunstimulierende Wirkung wird auf die Steigerung der Phagozytoseleistung von Granulozyten zurückgeführt. Darüber hinaus sind die Sesquiterpene für ihre antiphlogistische (entzündungshemmende) Wirkung bekannt.

## Kulturgeschichte
Die nordamerikanischen Indianer verwendeten ebenso wie später auch die Siedler die Blätter sowie die blühenden Zweigspitzen des Knochenheil als schweißtreibendes Mittel bei Fieberzuständen oder einer Erkältung. Die Pflanze war früher eine der meistbenutzten Heilpflanzen Amerikas.

## Sprachliches
Der lateinische Name Eupatorium geht vermutlich auf den König von Ponthus Mithridates Eupator zurück. Der deutsche Name Durchwachsener stammt aus dem Lateinischen (per = durch und foliatus = blättrig). Der Pflanzenname Wasserdost weist auf den bevorzugten feuchten Standort der Pflanze hin. Der Name Wasserhanf ist begründet durch die Blätter des Knochenheils die hanfähnlich aussehen. Die Bezeichnungen Knochenheil, Fieberkraut und Wechselfieberkraut stammen vom großen Wert des Mittels in der Behandlung von Fieberzuständen wie Malaria, Denguefieber (wurde auch als Break-Bone-Fever in Amerika bezeichnet, welches wörtlich Knochenbrecherfieber bedeutet, was auf die Schmerzen aufgrund der Lymphknotenschwellung und Reizungen des Periost der Langknochen hinweist) eine Grippeart, die in den USA oft vorkam.